# Jacques-Louis David

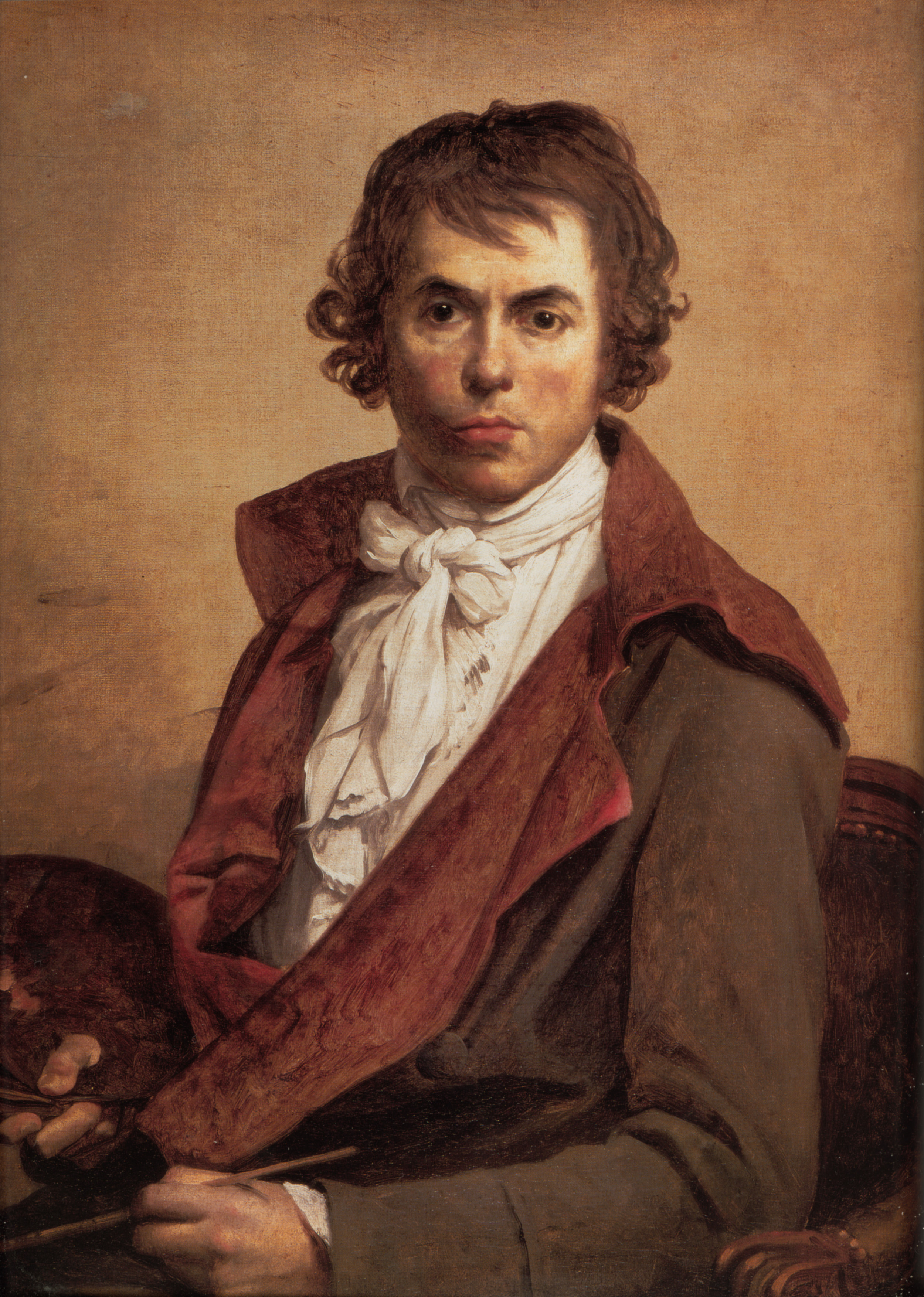
Selbstporträt, 1794, Louvre

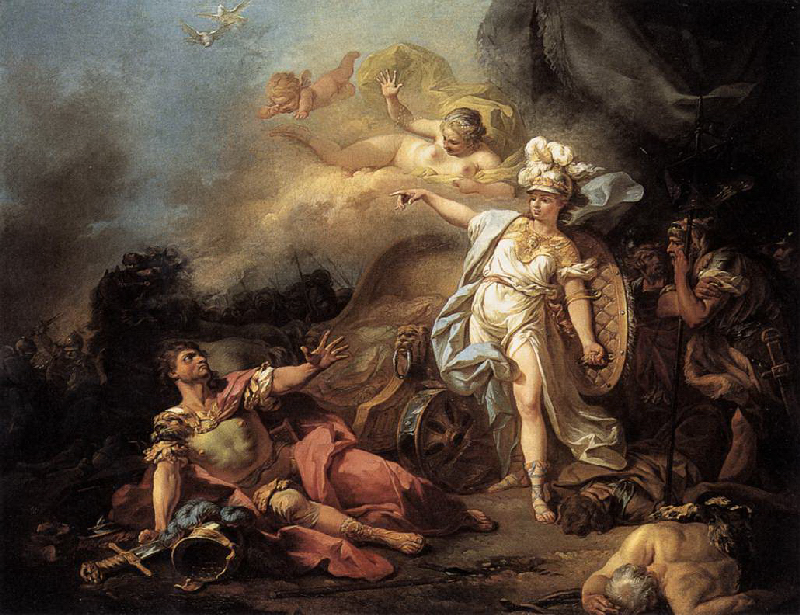
Mars im Kampf mit Minerva (Combat de Mars contre Minerve), 1771, Louvre, Paris

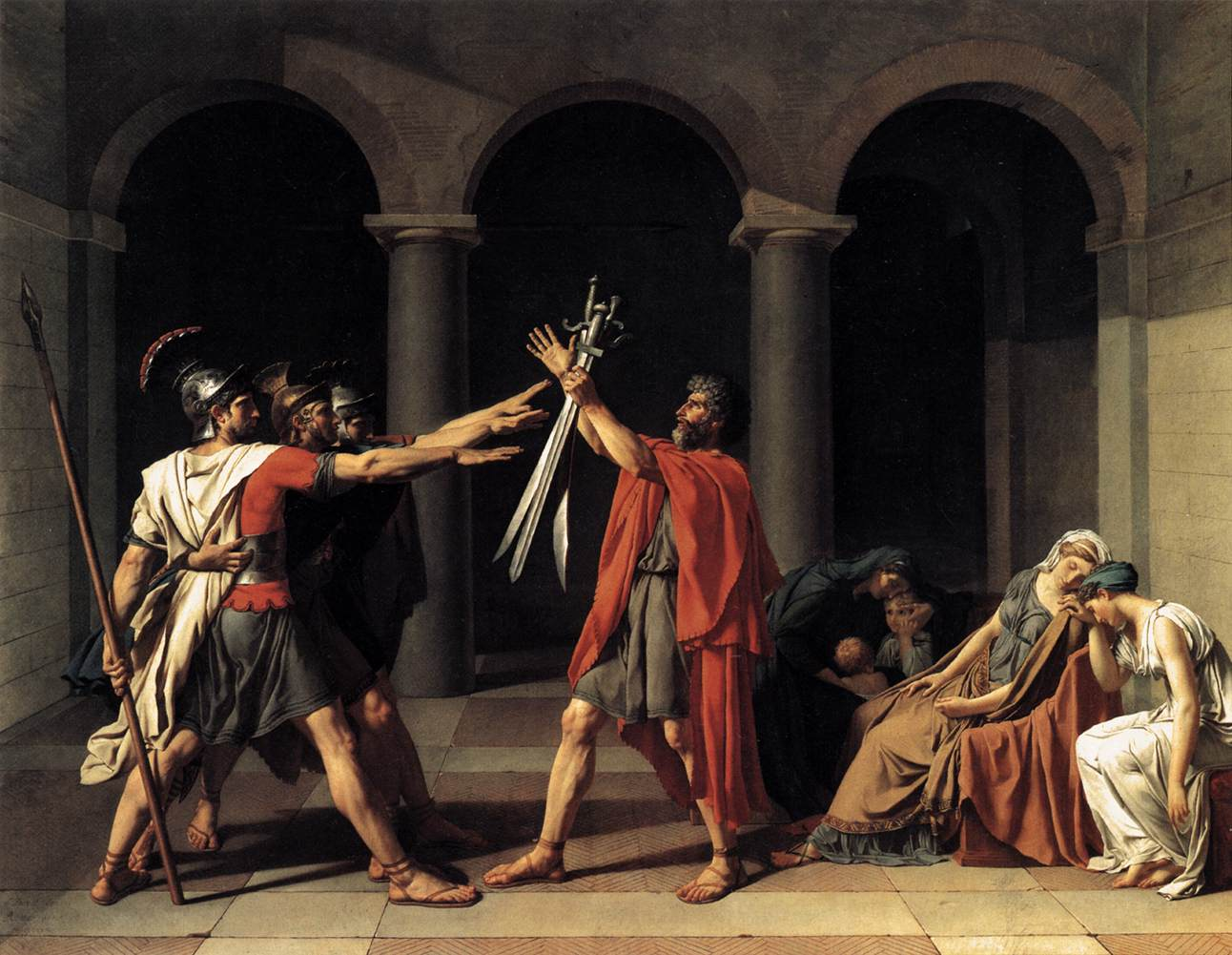
Der Schwur der Horatier (Le Serment des Horaces), 1784, Louvre, Paris

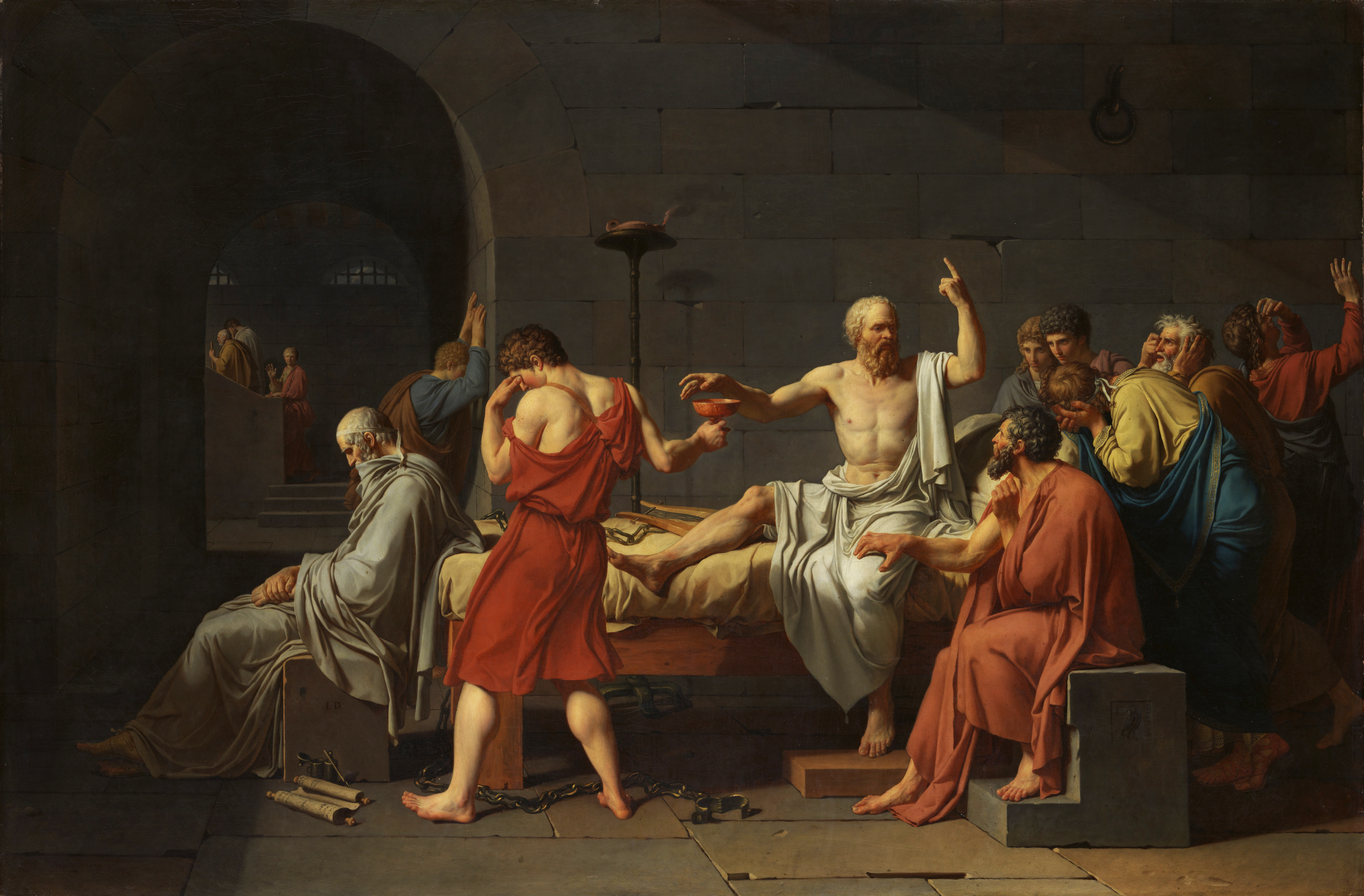
Der Tod des Sokrates (La Mort de Socrate), 1787, Metropolitan Museum of Art, New York

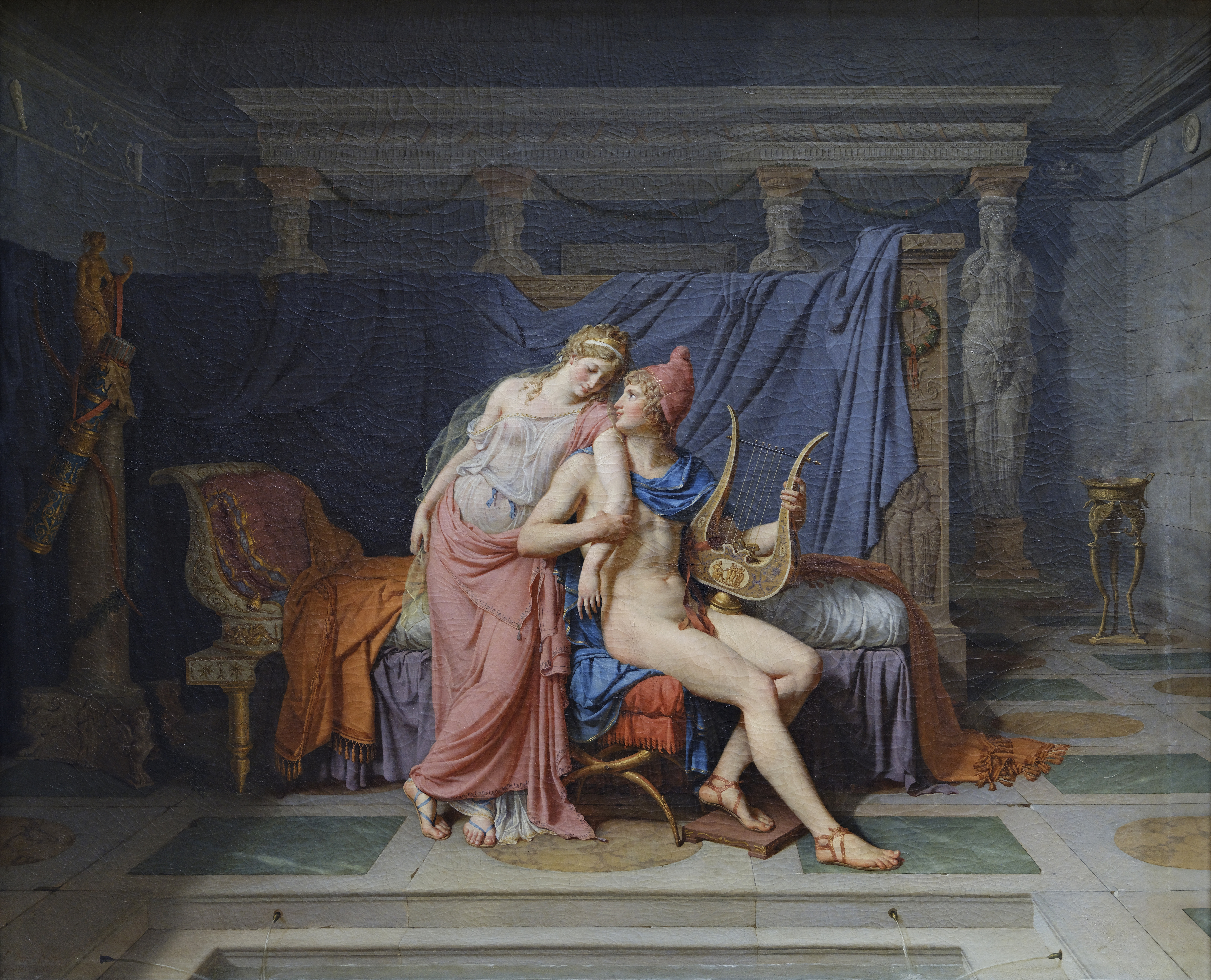
Helena und Paris (Les Amours de Pâris et d’Hélène), 1788, Louvre, Paris

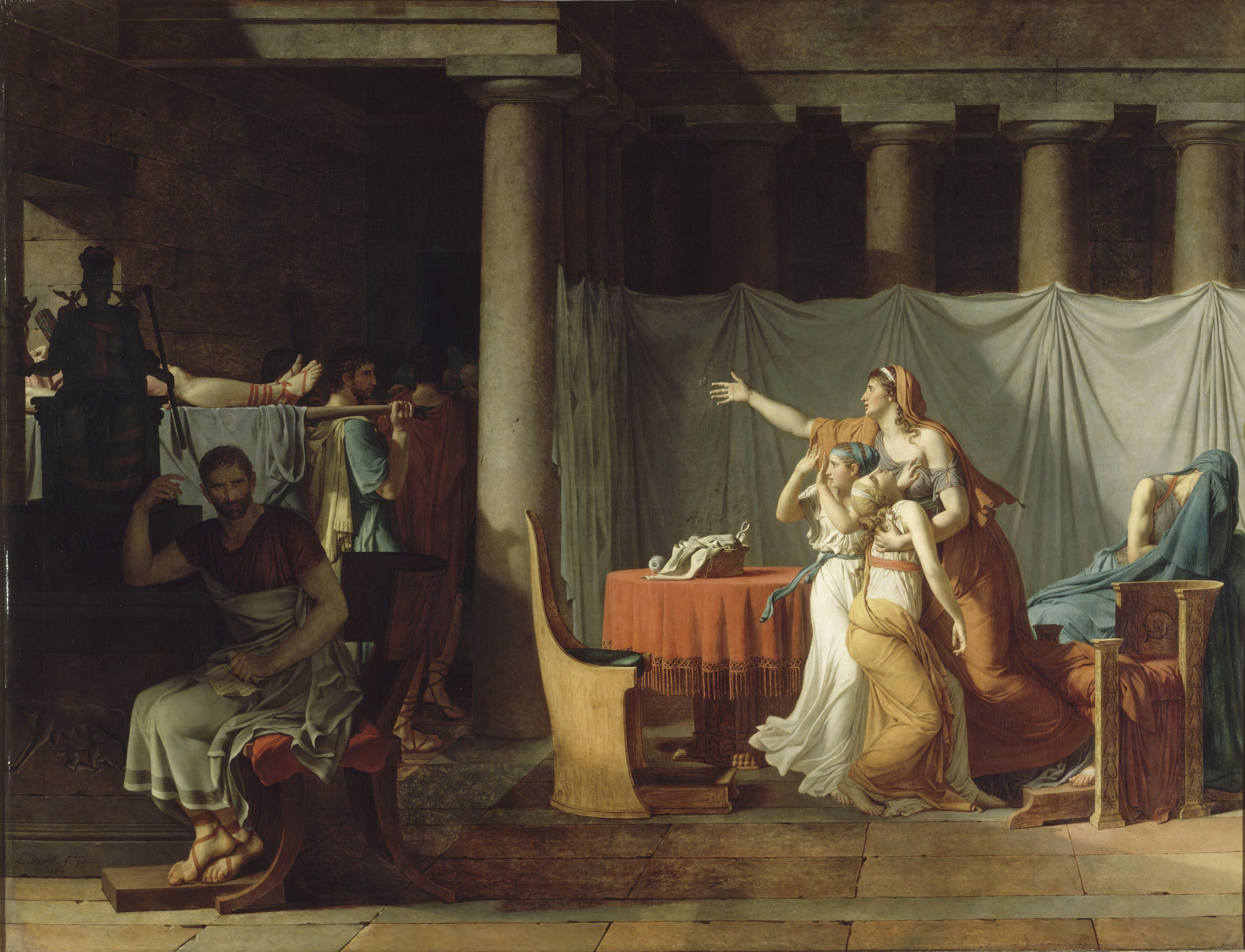
Die Liktoren bringen Brutus die Leichen seiner Söhne (Les licteurs rapportent à Brutus les corps de ses fils), 1789, Louvre, Paris

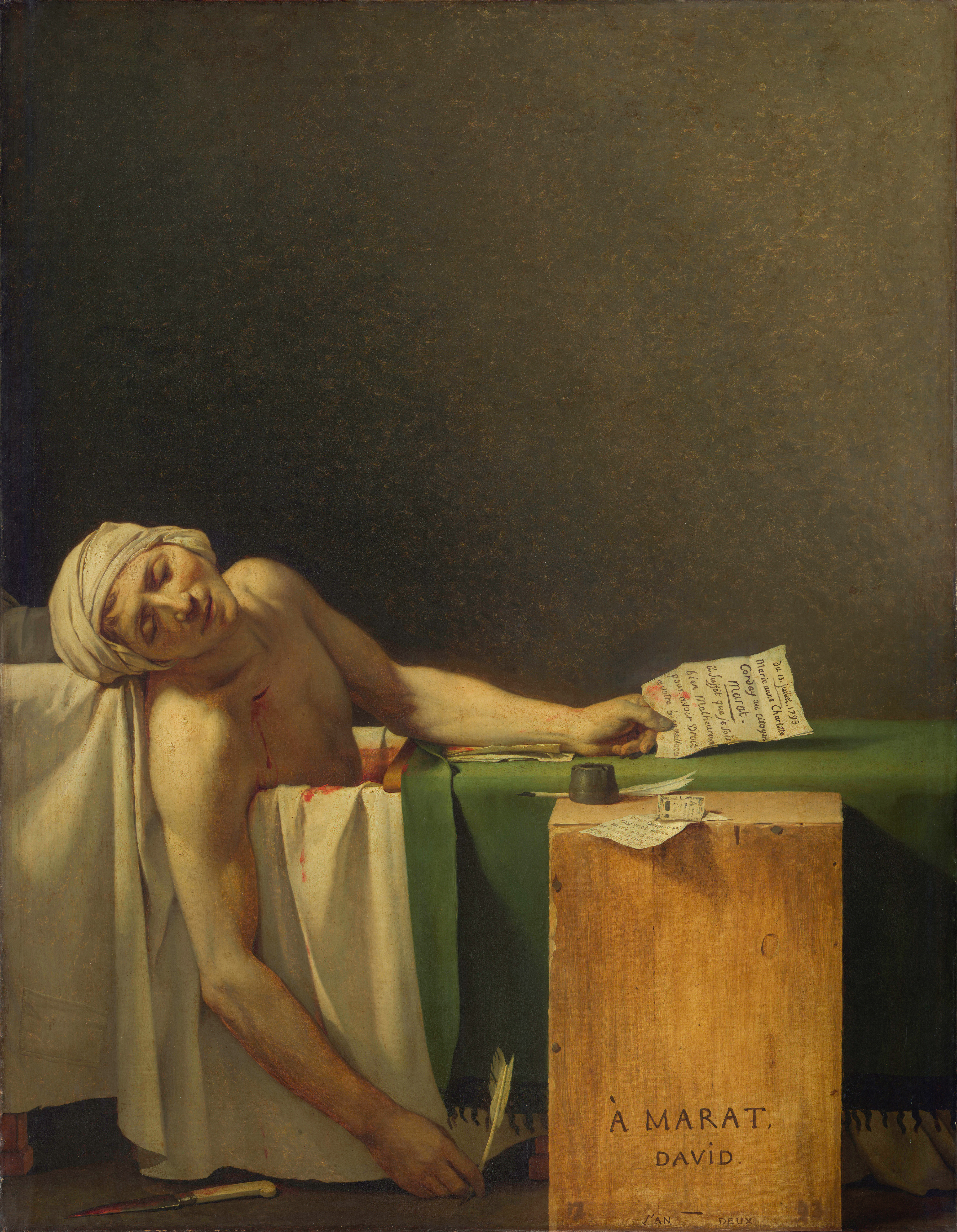
Der Tod des Marat (La Mort de Marat), 1793, Königliche Museen der Schönen Künste, Brüssel

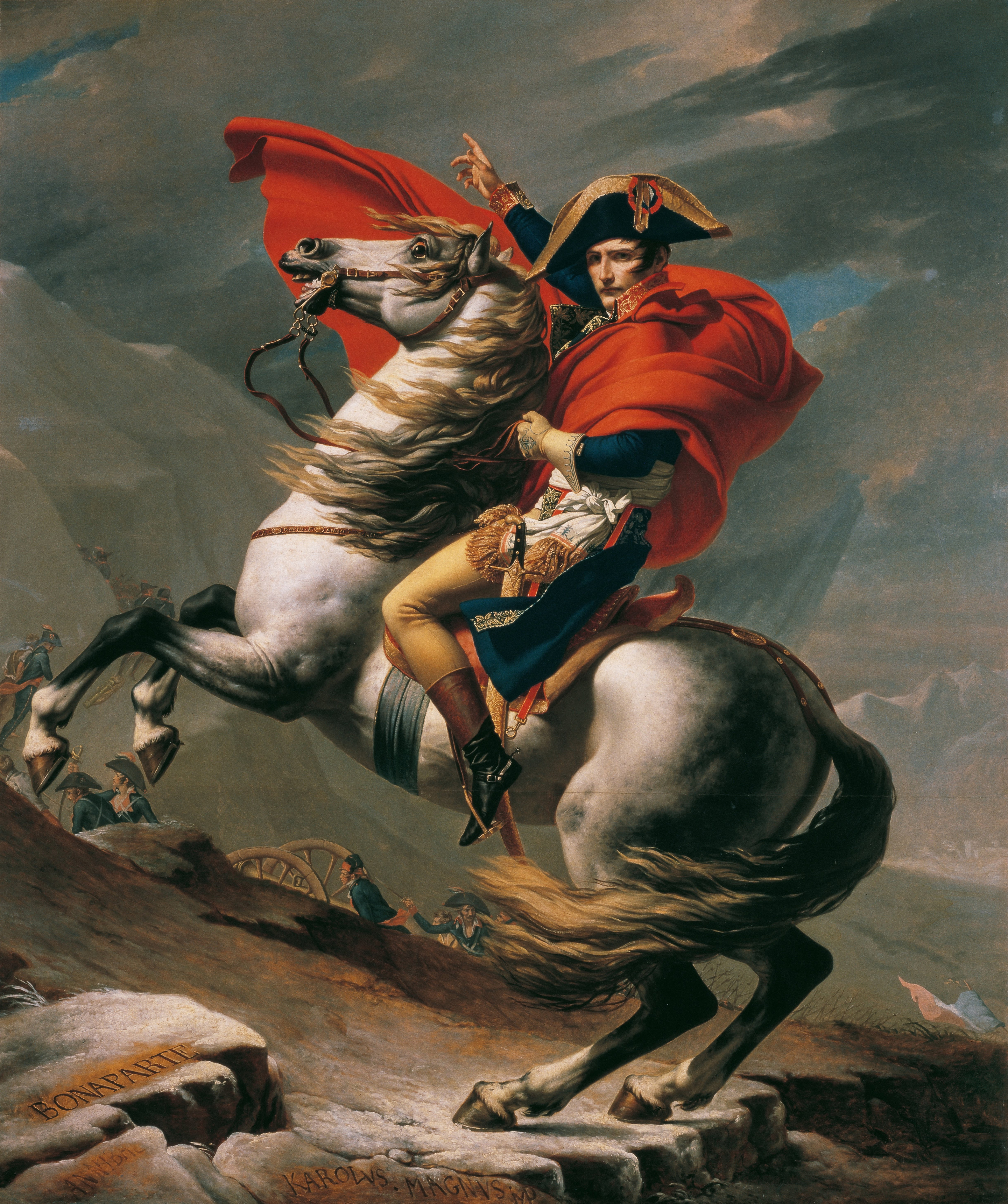
Napoleon am Großen St. Bernhard, 1801, Belvedere, Wien

Die Krönung von Napoleon (Le Sacre de Napoléon), 1805–1807, Louvre, Paris

Jacques-Louis David (* 30. August 1748 in Paris; † 29. Dezember 1825 in Brüssel) war ein französischer Historienmaler des Klassizismus.

## Leben und Werk
Sein Werk gliedert sich in drei Epochen. Als Hofmaler des französischen Königshauses und Mitglied der französischen Akademie schuf er zahlreiche Bilder mit antiken Motiven. In der Französischen Revolution politisierte sich David und nahm sich aktueller politischer Themen an. Unter der Herrschaft Napoleons I. wurde er zu dessen wichtigstem ikonographischen Propagandisten. Das gestische Pathos vieler seiner Gestalten übernahm David von Jean-Baptiste Greuze.
David war zuerst Schüler von Joseph-Marie Vien. Er beteiligte sich 1771 mit dem Bild Mars im Kampf mit Minerva an der Ausschreibung zum Prix de Rome. 1774 erhielt er den ersten Preis, ein Stipendium für einen mehrjährigen Aufenthalt in Rom für sein Gemälde Der Arzt Erasistratos entdeckt die Ursache der Krankheit des Antiochus. David reiste mit seinem Lehrer nach Italien, als Vien zum Direktor der Académie de France à Rome gewählt wurde.
In Rom widmete sich David dem Studium der Antike, Michelangelos und Raffaels, wobei Raffael seinen Ehrgeiz besonders herausforderte. Daneben wirkten Guido Reni und Domenichino auf ihn ein. Diese unterschiedlichen Einflüsse zeigen sich auch in seinem Erstlingsbild, dem 1779 vollendeten heiligen Rochus mit den Pestkranken vor der Madonna.
Nachdem er 1781 nach Paris zurückgekehrt war, stellte David 1783 einen Belisar (Musée des Beaux-Arts, Lille) und 1784 eine trauernde Andromache aus, die ihm zur Aufnahme in die Académie royale de peinture et de sculpture verhalfen. Im Auftrag des Königs malte er darauf den Schwur der Horatier (1784, im Louvre), der im Salon de Paris von 1785 großen Erfolg hatte. Für dieses Bild hatte David neue Studien in Rom unternommen. In dieselbe Richtung weist der Stil der Gemälde Der Tod des Sokrates (1787) und Die Liktoren bringen Brutus die Leichen seiner Söhne (1789, im Louvre, wo sich auch das 1788 gemalte Les Amours de Pâris et d’Hélène befindet).
An der Revolution beteiligte sich David aktiv und beeinflusste die französische Malerei, die sich nach seinem Vorbild politisierte. Im Auftrag der Gesetzgebenden Versammlung begann er den Schwur im Ballhaus, eine riesenhafte Komposition, die unvollendet geblieben ist (im Louvre). Als entschiedener Republikaner wurde David 1792 Mitglied des Corps électoral von Paris und Konventsdeputierter und stimmte als solcher für die Hinrichtung des Königs Ludwig XVI.
Seine Stellung als Abgeordneter und Mitglied des Nationalkonvents nutzte David, um trotz des Niedergangs vieler Kunstinstitute in Zeiten des Umsturzes manches zu erhalten. Andererseits betrieb er die Aufhebung der Akademie. Er hätte die Zerstörung vieler Kunstwerke verhindern können, unterließ es aber, weil er von den alten Denkmälern der Malerei, Skulptur und Architektur nichts als erhaltenswert betrachtete, sondern auch hier vom Grund auf neu schaffen wollte.
Als Jakobiner und Freund Maximilien de Robespierres und Jean Paul Marats übte er auch im Sicherheitsausschuss bedeutenden Einfluss aus; doch hatte dies zur Folge, dass er in den Sturz Robespierres (9. Thermidor) verwickelt und eingekerkert wurde. Durch die Amnestie vom 26. Oktober 1795 und die Bemühungen seiner Schüler und Verehrer wurde er gerettet. Während dieser wechselvollen Erlebnisse vollendete er zwei realistisch aufgefasste Gemälde, den Tod Lepelletiers de Saint-Fargeau und den Tod Marats. Auf seinem Bild Der Tod des Marat, das er 1793 im Auftrag des Konvents malte, stilisierte David den kurz zuvor ermordeten Jean Paul Marat zum politischen Märtyrer der Revolution. Es hängt heute in den Königlichen Museen der Schönen Künste in Brüssel. Schlichter in der Ausführung, doch kaum weniger berühmt ist Davids ebenfalls 1793 entstandene Federzeichnung mit der Darstellung der vormaligen Königin Marie-Antoinette auf dem Weg zu ihrer Hinrichtung am 16. Oktober 1793. Im Gefängnis entstand der Entwurf zu seinen Sabinerinnen, den er 1799 ausführte und der sich heute im Louvre befindet.
Napoleons Machtergreifung eröffnete David ein neues Wirkungsfeld und seinem Werk eine neue Epoche. Das Monumentalgemälde Die Krönung Napoleons I. und der Kaiserin Josefine in der Kathedrale Notre-Dame in Paris am 2. Dezember 1804 (Sacre de l’empereur Napoléon Ier et couronnement de l’impératrice Joséphine dans la cathédrale Notre-Dame de Paris, le 2 décembre 1804) entstand in den Jahren 1806/1807. Das Bild wurde 1808 im Regierungspalast aufgehängt und befindet sich ebenfalls im Louvre. In der Folgezeit entstanden viele Napoleon-Porträts und Schlachtenbilder.
Während der Herrschaft Napoleons verherrlichte David in seinen Bildern die Taten und Feste des Kaisertums. Davids Hauptwerke aus jener Zeit sind Napoleon am Großen St. Bernhard (Museum zu Versailles, Berliner Schloss, Trophäe Blüchers), die Krönung Napoleons (Louvre, le sacre genannt), Napoleon im Kaiserornat, Die Verteilung der Adler 1810 (Museum in Versailles), Das Fest auf dem Stadthaus etc. Außerdem schuf er 1814 Leonidas in den Thermopylen (im Louvre), das Porträt Pius’ VII. und das Bildnis der auf einem Ruhebett hingestreckten Madame Récamier (Louvre).
Napoleons Sturz bedeutete auch für David das Ende seiner Karriere in Frankreich. Als „Königsmörder“ wurde er 1816 aus der Liste der Mitglieder des Instituts gestrichen und aus dem Frankreich der Restauration verbannt. Eine Einladung des Königs von Preußen – Friedrich Wilhelm III. – nach Berlin, wo er die Direktion sämtlicher Kunstanstalten übernehmen sollte, schlug er aus und zog nach Brüssel, um wenigstens in der Nähe Frankreichs zu leben. Hier malte er trotz seines Alters und sonstigen Missgeschicks weiter, stellte die dabei entstandenen Gemälde in Gent, Brüssel und einige auch in Paris aus, war aber nicht bereit, den Bourbonenkönig Ludwig XVIII. um seine Rehabilitierung auf dem Gnadenweg zu bitten.
Seine letzten größeren Gemälde sind Der Zorn des Achilles (1819), Mars von Venus und den Grazien entwaffnet, Amor und Psyche und Der Abschied der Nymphe Eucharis von Telemach (1820).
David starb am 29. Dezember 1825 in Brüssel und wurde auf dem Friedhof von Evere bei Brüssel beigesetzt, abgesehen von seinem Herz, das auf dem Pariser Friedhof Père-Lachaise bestattet wurde (siehe Herzbestattung).
Die Zahl seiner Werke ist sehr groß; viele Gemälde befinden sich im Louvre und im Schloss Versailles. Im deutschsprachigen Raum ist Napoleon am Großen St. Bernhard im Wiener Belvedere zu sehen, die Marquise de Sorcy de Théllusson 1790 als Porträtbild in der Münchener Neuen Pinakothek, das sie noch ledig und in ihrer privaten, inoffiziellen Erscheinung zeigt.
2012 wurden auf dem Kunstmarkt bis zu 7 Millionen US-Dollar für eines seiner Ölgemälde gezahlt.

## Auszeichnungen
- 1774: Prix de Rome
- 1784: Mitglied der Académie royale de peinture et de sculpture
- 1808: assoziiertes Mitglied der Königlich Niederländischen Akademie der Wissenschaften (Koninklijk Instituut, vierde klasse)[10]

## Schüler
David bildete über 400 Schüler aus, unter denen Antoine-Jean Gros, Jean-Baptiste Debret, François Gérard, Germain-Jean Drouais, Anne-Louis Girodet-Trioson, Jean-Auguste-Dominique Ingres, Johann Peter Krafft, Alexandre Abel de Pujol, Michel-Martin Drolling, Jean Victor Schnetz, Johann Baptist Joseph Bastiné, Robert Lefèvre, Jérôme-Martin Langlois, Jacques-Laurent Agasse und Pieter Van Hanselaere die bedeutendsten sind. Mit dem aus Dänemark angereisten Christoffer Wilhelm Eckersberg, bildete er jenen Maler aus, der als wichtigster Lehrer an der Kopenhagener Akademie die Kunst des dortigen Goldenen Zeitalters prägte.
David hat einen lange reichenden Einfluss auf die moderne französische Malerei ausgeübt. Auch hat er den Grund zu der gediegenen technischen Bildung gelegt, welche einen Hauptvorzug der französischen Schule ausmacht. Auch in einigen von seiner antikisierenden Richtung unabhängigen, auf naturalistische Auffassung gegründeten Bildnissen hat er Dauerndes geschaffen. Im Zusammenhang mit der Französischen Revolution und der Napoleonischen Ära kommt ihm auf dem Gebiet der bildenden Kunst epochale Bedeutung zu.